# Podzemna željeznica Minsk
Podzemna željeznica Minsk (na bjeloruskom jeziku „Мінскі метрапалітэн“ ćiriličnim pismom ili „Minski metrapaliten“ latiničnim pismom) sustav je podzemnog javnog prijevoza u glavnom gradu Bjelorusije Minsku. Dnevno prevozi oko 800.000 putnika.

## Povijest
U razdoblju od 1950. do 1970. godine broj stanovnika u gradu prešao je milijun, tako da su planovi za izgradnju brzog gradskog prijevoza nastali krajem 1960-ih. Radovi na izgradnju započeli su 16. lipnja 1977. godine, a prvi dio sustava pušten je u promet 30. lipnja 1984., kao deveti metro na području Sovjetskog Saveza.
Bez obzira na raspad SSSR-a, radovi su i dalje neometano napredovali tijekom 1990-ih, za razliku od npr. gradova Jerevana i Samare, gdje su obustavljeni radi nedostatka novca.
Sustav se konstantno razvijao, a zadnje aktivnosti završene su u studenom 2012. godine.

## Osnovne informacije
Metro u Minsku ima dvije linije – Linija 1, plave boje  („Maskoŭskaja“) i Linija 2, crvene boje („Aŭtazavodskaja“). Ukupna dužina tračnica iznosi 35.5 km, a ukupan broj postaja je 28. Kao i mnogi drugi metro sustavi u bivšim sovjetskim zemljama, i ovdje su postaje umjetnički ukrašene. Većina njih je dekorirana u socijalističkom stilu, no sve je više novih i obnovljenih stanica koje su uređene prema najmodernijim trendovima. Prijevozom upravlja tvrtka "Minsky Metropoliten".

## Budućnost
Trenutno se radi na proširenju Plave linije prema novim stambenim četvrtima u jugozapadnom dijelu grada. Također, vjerojatno će se proširivati i Crvena linija. Početak gradnje treće linije planira se za 2011. godinu, a prvo otvorenje njegova dijela za 2017. Gradnja četvrte linije također je u okvirnim planovima, ali neće započeti prije 2015. godine.